# Chuqui Huipa
Chuqui Huipa, död efter 1532, var en inkadrottning, gift med sin helbror Huáscar.
Hon var dotter till inkan Huayna Cápac och Rahua Ocllo och halvsyster till Atahualpa. Hon misstänktes av sin bror-make för att stödja deras halvbror Atahualpa mot honom. 